# Bruna Beber
Bruna Beber Franco Alexandrino de Lima (Duque de Caxias, 5 de març del 1984) és una poeta i escriptora brasilera.
Bruna Beber va col·laborar, durant la dècada del 2000, amb diversos llocs web i revistes impreses de literatura, poesia, música i Internet. Va publicar al setembre del 2006, el seu primer llibre de poesia, A fila sem fim dos demônios descontentes. Fou comissària de l'exposició Blooks – Letras na rede, al costat del poeta Omar Salomão, el setembre del 2007, coordinada per Heloísa Buarque de Hollanda. Fou guanyadora del 2n premi QUEM Acontece en la categoria de revelació literària del 2008. Publicà, el 2009, el seu segon llibre, Balés.
Els seus poemes han estat traduïts i publicats en antologies i llocs web a Alemanya, Argentina, Itàlia, Mèxic, Estats Units i Portugal.

## Obres
- Rapapés & apupos (Edições Moinhos de Vento, 2010; Ed. 7Letras, 2012)
- Balés (Ed. Língua Geral, 2009)
- A fila sem fim dos demônios descontentes (Ed. 7Letras, 2006)
- Rua da Padaria (Ed. Record, 2013)

## Antologies (poemes)
- Otra línea de fuego (Ed. Selo Maremoto, 2009), antologia espanyola de poesia brasilera contemporània, a cura de Heloisa Buarque de Hollanda i Teresa Arjón, en edició bilingüe.
- Traçados diversos, antologia de poesia contemporânea (Ed. Scipione, 2009)
- Poesia do dia: poetas de hoje para leitores de agora (Ed. Ática, 2008)
- Caos portátil: poesía contemporánea del Brasil (Ed. El Billar de Lucrecia, 2007)

## Antologies (cròniques)
- BlablaBlogue (Editorial Terracota, maig del 2009), a cura de Nelson de Oliveira
- Pitanga [casa editorial independent Pitanga - Lisboa/Portugal, octubre del 2009)